# Filtratie

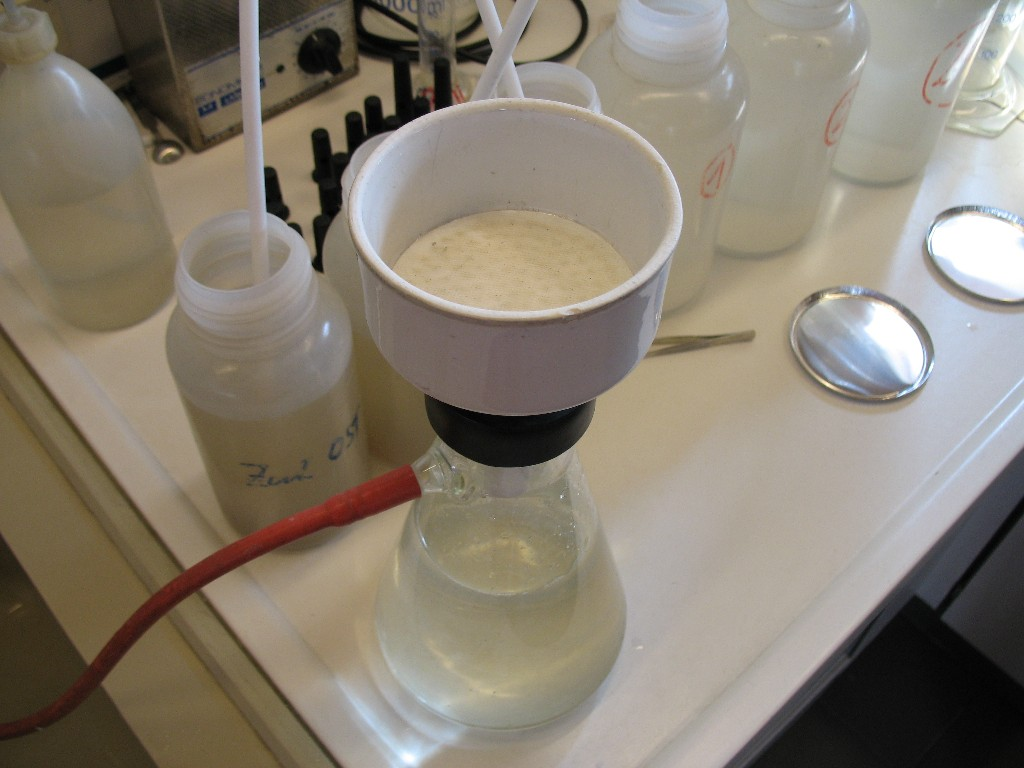
Een Büchnerfilter zoals die in het laboratorium wordt gebruikt bij de filtratie van suspensies of neerslagen uit een oplossing.

Filtratie of filtreren is een scheidingsmethode die zowel in het huishouden als op grote schaal in de industrie wordt toegepast. Filtratie kan gebruikt worden om:
- Vaste en vloeibare stoffen van elkaar te scheiden
- Vaste of vloeibare stoffen uit een gasstroom af te scheiden
- Vaste fracties met grotere en kleinere deeltjes van elkaar te scheiden
- Een zuivere vloeistof af te scheiden van een oplossing (ultrafiltratie)

## Vast en vloeibaar
Bij de simpelste vorm van filtratie wordt een vloeistofstroom door een poreus medium, bijvoorbeeld papier of een fijn metalen rooster, geleid. Deeltjes in de vloeistof die groter zijn dan de gaatjes in het medium blijven achter op het filter en vormen een filterkoek. Deze filterkoek noemt men het residu. De deeltjes die kleiner zijn dan de gaatjes in het medium en door de filter heen gaan worden opgevangen. Alles wat door het filter heen is gegaan noemt men het filtraat. Zeven zijn ook filters, vaste deeltjes met verschillende grootte worden gescheiden doordat kleine deeltjes wel door de gaatjes passen maar grotere niet.

## Gassen
Voor het filtreren van een gasstroom worden vaak filters van doek gebruikt, maar ook elektrofilters. Een filter van doek werkt op dezelfde wijze als een filter voor vloeistoffen, het gas kan door het filter, maar de deeltjes blijven achter in het doek. Elektrofilters geven de deeltjes in de gasstroom een elektrostatische lading waarna ze door een, meestal positieve, elektrode kunnen worden aangetrokken en op die manier van de gasstroom gescheiden worden. Met elektrofilters kunnen ook vloeistofaerosols worden gescheiden van de gasstroom.

## Indeling membraanfiltratieprocessen
Wanneer membraanfiltratie gebruikt wordt voor het verwijderen van grotere deeltjes worden micro- en ultrafiltratie gebruikt. Vanwege het open karakter van deze membranen is de productiviteit hoog bij een laag drukverschil. Wanneer zouten uit water verwijderd moeten worden, maakt men gebruik van nanofiltratie en omgekeerde osmose. Bij deze membranen vindt de scheiding plaats door diffusie door het membraan.

### Microfiltratie
Het principe werkt op fysieke scheiding van de stoffen: sommige deeltjes kunnen door het filter, andere niet. De poriëngrootte van de membranen bepaalt de mate van verwijdering van zwevende stoffen, troebelheid en micro-organismen. Het is een drukgedreven proces dat op basis van zeefwerking bacteriën volledig en virussen gedeeltelijk tegenhoudt.
Gebruikelijke maten voor de filterporiën liggen tussen 50 nm en 5 μm. De drukval ligt meestal tussen de 0,5 en 3 bar.
Gebruikte technologieën voor microfiltratie zijn:
- Kaarsenfilters
- Discfilter
- Crossflowfiltratie
- Horizontaal plaatfilter ook bekend als Sparkler-filter naar de fabrikant en uitvinder van dit type filter

### Ultrafiltratie
Ultrafiltratie werkt volgens hetzelfde principe als microfiltratie. Ultrafiltratie en microfiltratie worden gebruikt om macromoleculen uit een oplossing te verwijderen. Naast het verwijderen van stoffen wordt het ook toegepast voor het concentreren van met name eiwitten. Gebruikelijke maten voor de filterporiën liggen tussen 5 en 100 nm. De druk ligt meestal tussen de 0,5 en 5 bar.

### Nanofiltratie
Nanofiltratie is een drukgedreven membraanproces dat vooral gebruikt wordt om organische stoffen zoals microverontreinigingen (vanaf 200g/mol à 1000g/mol, afhankelijk van het soort membraan) en meerwaardige ionen te verwijderen. De membranen hebben een matige retentie voor eenwaardige zouten. Typische maten voor de filterporiën liggen tussen 1 en 10 nm. De druk ligt typisch tussen de 5 en 25 bar.

### Omgekeerde osmose
Omgekeerde osmose (reversed osmosis, RO) is een membraanproces waarbij zowel ionen als kleine organische moleculen uit oplossing verwijderd kunnen worden. Het RO-systeem is verdeeld in een hogedrukcompartiment en een lagedrukcompartiment, gescheiden door een permeabel membraan. Door een uitwendig aangelegde druk verplaatst het oplosmiddel zich van de meest geconcentreerde naar de minst geconcentreerde oplossing. De osmotische stroming is bijgevolg omgekeerd ten opzichte van osmose.